# فرانسيس كليفلاند
فرانسيس كليفلاند (بالإنجليزية: Frances Cleveland)‏ ولدت في ( 21 يوليو 1864م - وتوفيت في 29 أكتوبر 1947م )، زوجة رئيس الولايات المتحدة الثاني والعشرين جروفر كليفلاند، والسيدة الأولى للولايات المتحدة الأمريكية من 1886 حتى 1889.

## حياتها المبكرة
في البداية، أُطلق عليها اسم فرانك كلارا فولسوم، وُلدت في بوفالو، نيويورك، في 21 يوليو عام 1864، لإيما (اسمها قبل الزواج هارمون) وزوجها أوسكار فولسوم، المحامي الذي كان من أوائل المستوطنين الأوروبيين في إكستر، نيو هامبشاير. هي الطفلة البكر لطفلين آخرين. توفيت أختها نيلي أوغوستا في طفولتها (1872). كان جميع أسلاف فرانسيس كليفلاند من إنجلترا واستقروا في ما أصبح ماساتشوستس ورود آيلاند ونيو هامبشاير، وهاجروا في النهاية إلى غرب نيويورك.
أعطيت في الأصل الاسم الأول فرانك، تكريمًا لعمها، لكنها قررت فيما بعد تبني البديل الأنثوي فرانسيس. التقى جروفر كليفلاند، وهو صديق مقرب منذ فترة طويلة لأوسكار فولسوم، بزوجته المستقبلية عندما كانت رضيعة وكان يبلغ من العمر سبعة وعشرين عامًا. كان مغرمًا بها، واشترى لها عربة أطفال وشغف بها وهي تكبر. عندما توفي والدها في حادث عربة في 23 يوليو عام 1875، دون كتابة وصية، عيّنت المحكمة كليفلاند مديرًا لممتلكاته.
التحقت بالمدرسة الثانوية المركزية في بوفالو ومدرسة المدينة الثانوية في ميدينا، نيويورك، ثم كلية ويلز في أورورا، نيويورك. اقترح كليفلاند الزواج من فرانسيس في ربيع عام 1885 عندما زارت واشنطن العاصمة مع والدتها. تزوجا في 2 يونيو عام 1886 في الغرفة الزرقاء بالبيت الأبيض. كان كليفلاند يبلغ من العمر تسعة وأربعين عامًا بينما فرانسيس كانت تبلغ 21 عامًا.

## الأولاد
أنجبت كليفلاند خمسة أطفال: روث (1891-1904) وإستر (1893-1980) وماريون (1895-1977) وريتشارد (1897-1974) وفرانسيس (1903-1995). كانت الفيلسوفة البريطانية فيليبا فوت حفيدتهم من ابنتهم إستر.

## حياتها المتأخرة

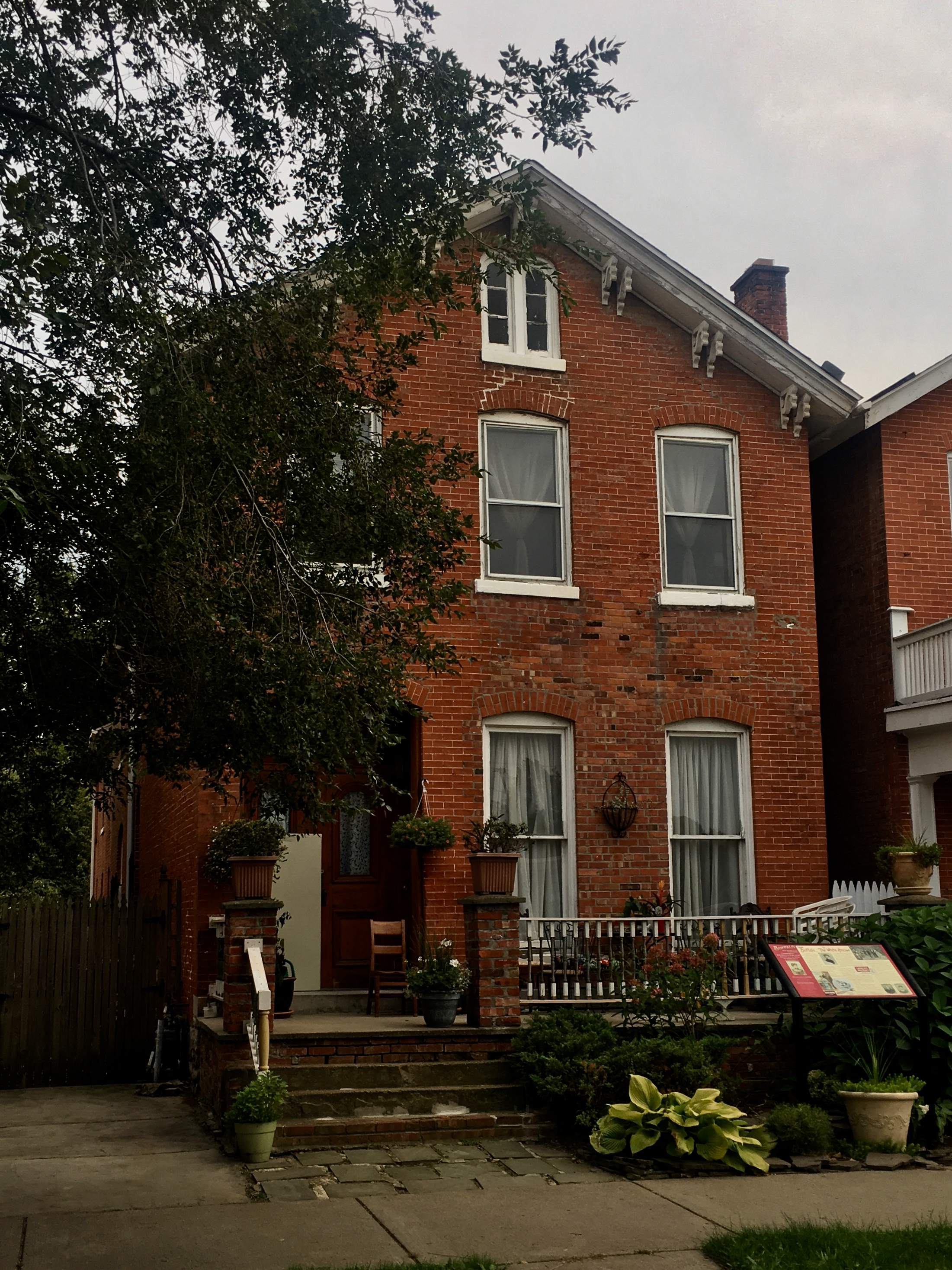
منزل الطفولة للسيدة الأولى السابقة فرانسيس فولسوم كليفلاند، في 168 شارع إدوارد على الجانب الغربي السفلي من بوفالو.

بعد وفاة زوجها في عام 1908، بقيت فرانسيس كليفلاند في برينستون، نيو جيرسي. في 10 فبراير عام 1913، في سن الثامنة والأربعين، تزوجت من توماس جي. بريستون جونيور، أستاذ علم الآثار في جامعتها الأم، كلية ويلز. كانت أول أرملة رئاسية تتزوج مرة أخرى. كانت تقضي إجازتها في سانت موريتز في سويسرا مع ابنتيها ماريون وإستر وابنها فرانسيس عندما بدأت الحرب العالمية الأولى في أغسطس عام 1914. عادوا إلى الولايات المتحدة عبر مدينة جنوة في 1 أكتوبر عام 1914. بعد ذلك بوقت قصير، أصبحت عضوًا في رابطة الأمن القومي المؤيدة للحرب، وأصبحت مديرة مكتب رئيس مجلس النواب و «اللجنة الوطنية من خلال التعليم» في نوفمبر عام 1918.
أثارت الجدل داخل رابطة الأمن القومي مع مزاعم بأن قطاعات كبيرة من السكان لم يتم استيعابها ومنعت البلاد إلى حد ما من العمل معًا بشكل صحيح. بعد أن تسببت في غضب بين رُتب وملفات المنظمة من خلال رغبتها في الإرشاد النفسي لأطفال المدارس من أجل تأييد الحرب، استقالت كليفلاند في 8 ديسمبر عام 1919. شنّت حملة ضد حق المرأة في التصويت، مؤكدة أن «المرأة لم تكن ذكية بما يكفي للتصويت». في مايو عام 1913، تم انتخابها نائبة لرئيس «جمعية نيوجيرسي المعارضة لحق المرأة في الاقتراع» وشغلت منصب رئيسة فرع برينستون.
خلال فترة الكساد الكبير في ثلاثينيات القرن العشرين، قادت نقابة الإبرة الأمريكية في حملة جمع الملابس للفقراء.
أثناء إقامتها في منزل ابنها ريتشارد في عيد ميلاده الخمسين في بالتيمور، توفيت كليفلاند أثناء نومها عن عمر يناهز 83 عامًا في 29 أكتوبر عام 1947. دُفنت كليفلاند في مقبرة برينستون بجوار زوجها الأول، الرئيس كليفلاند.
تكريمًا لفرانسيس كليفلاند، تم بناء كليفلاند هول عام 1911 في حرم كلية ويلز. المبنى في الأصل كان مكتبة، وحاليًا يضم صفوفًا لتعليم اللغة الأجنبية بالإضافة إلى صفوف دراسات المرأة وأيضًا بنك طعام.